# Отворено првенство Данске у тенису
Отворено првенство Данске је професионални тениски турнир који се игра на тврдој подлози у Фаруму у Данској, сјеверно од Копенхагена. Припада категорији ВТА Међународних турнира. 2010. је одржан прве седмице августа, 2011. је одржан у јуну, двије недјеље прије Вимблдона (у сезони турнира на трави), а од 2012. се игра у другој седмици априла (у сезони турнира на шљаци).

## Поени и новчана награда[1]
| Пласман       | Поени | Новчана награда |
| ------------- | ----- | --------------- |
| Победа        | 280   | 37.000 $        |
| Финале        | 200   | 19.000 $        |
| Полуфинале    | 130   | 10.200 $        |
| Четвртфинале  | 70    | 5.340 $         |
| Осмина финала | 30    | 2.950 $         |
| Прво коло     | 1     | 1.725 $         |

| Пласман      | Поени | Новчана награда |
| ------------ | ----- | --------------- |
| Победа       | 280   | 11.000 $        |
| Финале       | 200   | 5.750 $         |
| Полуфинале   | 130   | 3.100 $         |
| Четвртфинале | 70    | 1.650$          |
| Прво коло    | 1     | 860 $           |

## Прошла финала

#### Појединачно
| Година | Побједница        | Финалисткиња     | Резултат    |
| ------ | ----------------- | ---------------- | ----------- |
| 2010   | Каролина Возњацки | Клара Закопалова | 6–2, 7–6(5) |
| 2011   | Каролина Возњацки | Луција Шафарова  | 6–1, 6–4    |

#### Парови
| Година | Побједнице                       | Финалисткиње                        | Резултат |
| ------ | -------------------------------- | ----------------------------------- | -------- |
| 2010   | Јулија Гергес Ана-Лена Гренефелд | Виталија Дијаченко Татјана Пучек    | 6–4, 6–4 |
| 2011   | Јоана Ларсон Јасмин Вер          | Кристина Младеновић Катарзина Питер | 6–3, 6–3 |